# Ilie Iorga
Ilie Iorga (n. 15 noiembrie 1928, Mârșa, Giurgiu – d. 4 iunie 2012, Clejani, Giurgiu) a fost un lăutar, un membru important al Tarafului de Haiduci (Taraf de Haïdouks), o trupă de rromi de la Clejani, România. El a fost considerat a fi unul dintre cei mai buni chitariști de origine rromă.